# Chambourcy
Chambourcy là một xã thuộc tỉnh Yvelines, trong vùng Île-de-France, Pháp, có cự ly khoảng 3 km về phía tây của Saint-Germain-en-Laye và khoảng 25 km về phía tây của Paris.

## Địa lý
Các xã giáp ranh là: Poissy về phía bắc, Saint-Germain-en-Laye về phía đông bắc, Fourqueux về phía đông, Aigremont về phía tây, Feucherolles và Saint-Nom-la-Bretèche về phía nam. 

## Hành chính
| Danh sách các thị trưởng               |           |                                |             |         |
| Giai đoạn                              | Giai đoạn | Tên                            | Đảng        | Tư cách |
| 1995                                   | 2014      | Pierre MORANGE                 | {{{Parti}}} | -       |
| 1983                                   | 1995      | Jean-Pierre BOILLOT            | {{{Parti}}} | -       |
| 1958                                   | 1983      | Georges GALLIENNE              | {{{Parti}}} | -       |
| 1935                                   | 1958      | Francis PEDRON                 | {{{Parti}}} | -       |
| 1919                                   | 1935      | Louis AMETTE                   | {{{Parti}}} | -       |
| 1912                                   | 1918      | Felix EVE                      | {{{Parti}}} | -       |
| 1911                                   | 1912      | Louis AMETTE                   | {{{Parti}}} | -       |
| 1902                                   | 1911      | Francis RENARD                 | {{{Parti}}} | -       |
| 1881                                   | 1902      | Désire Marcel GEFFROY          | {{{Parti}}} | -       |
| 1871                                   | 1881      | Anatole BLOT                   | {{{Parti}}} | -       |
| 1852                                   | 1871      | Jacques LAPIERRE               | {{{Parti}}} | -       |
| 1849                                   | 1852      | Pierre Etienne Gabriel YVORE   | {{{Parti}}} | -       |
| 1832                                   | 1849      | Martial Gabriel de CLEDAT      | {{{Parti}}} | -       |
| 1831                                   | 1832      | Pierre BOURGEOIS               | {{{Parti}}} | -       |
| 1830                                   | 1831      | Philippe RENARD                | {{{Parti}}} | -       |
| 1796                                   | 1810      | François Sulpice GALLOIS       | {{{Parti}}} | -       |
| 1793                                   | 1796      | Jean-Jacques ARNOULT           | {{{Parti}}} | -       |
| 1790                                   | 1793      | Antoine François Henri TERRIER | {{{Parti}}} | -       |
| 1788                                   | 1790      | Pierre Mathias de CROUSILLAC   | {{{Parti}}} | -       |
| Tất cả các dữ liệu trước đây không rõ. |           |                                |             |         |